# Claude de Beauharnais (1756-1819)
Pour les articles homonymes, voir Claude de Beauharnais et Maison de Beauharnais.
Claude de Beauharnais, comte des Roches-Baritaud, né le 26 septembre 1756 à La Rochelle  et mort le 10 janvier 1819 à Paris, est un homme politique français.

## Biographie

### Famille
Fils de Claude de Beauharnais (1717-1784), comte des Roches-Baritaud, et de Marie-Anne-Françoise (dite « Fanny ») Mouchard de Chaban, célèbre autrice et salonnière parisienne, il naît le 26 septembre 1756 à La Rochelle.
Il était le neveu de François de Beauharnais (1714-1800), marquis de la Ferté-Beauharnais.
Il épousa le 17 juin 1786 Claudine Françoise Adrienne Gabrielle de Lézay-Marnézia (1768-1791, fille de Claude-François de Lezay-Marnésia) qui mourut en couches et dont il eut :
- Albéric Jules Albert de Beauharnais (23 août 1787-1791) ;
- Stéphanie de Beauharnais (née le 28 août 1789 - 1860), adoptée en 1806 par Napoléon Ier qui  la fit princesse impériale, elle épousa la même année Charles II, grand-duc de Bade (1786-1818). Ils sont les parents présumés de Gaspar Hauser et les ancêtres de la Maison Royale de Roumanie ainsi que de la Maison Princière de Monaco et de la Maison Royale de Belgique.

Veuf, il épousa après la tourmente révolutionnaire le 10 janvier 1800 Sophie Fortin-Duplessis (1775-1850) ; Ils ont une fille :
- Joséphine Désirée de Beauharnais (19 frimaire an XII (11 décembre 1803) - 31 décembre 1870, Nantes), mariée au marquis Adrien Hippolyte de Quiqueran-Beaujeu.

### Carrière
Il prit de bonne heure du service dans l'armée et quand éclata la Révolution, il était capitaine au régiment des Gardes françaises.
Il est nommé le 5 pluviôse an XII président du collège électoral du département de la Vendée et entre au Sénat conservateur le 1er floréal an XII. Il est fait membre de la Légion d'honneur le 25 prairial suivant.
Napoléon Ier lui donna la sénatorerie d'Amiens le 16 mars 1806. La même année l'empereur adopte sa fille Stéphanie, la crée princesse impériale et la marie au grand-duc héritier de Bade.
Claude de Beauharnais est encore créé comte de l'Empire le 6 juin 1808.
En 1810, il est fait chevalier d'honneur de l'Impératrice Marie-Louise et grand-croix de l'ordre de la Fidélité de Bade (le 24 février). Il obtient le 30 juin 1811 le titre de grand officier de la Légion d'honneur.
À la Restauration, Louis XVIII ajouta encore de nouveaux honneurs à ceux qu'il tenait de Napoléon. Il devient pair de France le 4 juin 1814. Dans le procès du maréchal Ney, il vota la mort.
Il meurt à Paris le 10 janvier 1819.
Les papiers personnels de Claude de Beauharnais de la famille de Beauharnais sont conservés aux Archives nationales sous la cote 251AP.

## Titres
- Comte « de Beauharnois » et de l'Empire (lettres patentes de mai 1808, Bayonne[2]) ;
- Pair de France[3],[4] :
  - 4 juin 1814 ;
  - Comte-pair héréditaire (31 août 1817 sans majorat).

## Distinctions
- Légion d'honneur[5] :
  - Commandant (25 prairial an XII : 14 juin 1804), puis,
  - Grand officier de la Légion d'honneur (30 juin 1811) ;

## Armoiries
| Figure | Blasonnement |
|        | Armes du comte « de Beauharnois » et de l'Empire : Coupé d'argent, et parti en chef d'azur et de gueules, l'azur au signe des comtes sénateurs, le gueules à la tour d'argent alaisée et crénelée, ouverte et maçonnée de sable, surmontée de trois étoiles d'argent posée en comble ; l'argent à la fasce de sable surmontée de trois merlettes de sable allumées d'argent et posées en fasce (de Beauharnais)., - Livrées : rouge, blanc, noir et rouge. |
|        | Armes du comte de Beauharnais, pair de France D’argent à la fasce de sable surmontée de trois merlettes du même., |

## Source
Cet article comprend des extraits du Dictionnaire Bouillet. Il est possible de supprimer cette indication, si le texte reflète le savoir actuel sur ce thème, si les sources sont citées, s'il satisfait aux exigences linguistiques actuelles et s'il ne contient pas de propos qui vont à l'encontre des règles de neutralité de Wikipédia.
- « Claude de Beauharnais (1756-1819) », dans Adolphe Robert et Gaston Cougny, Dictionnaire des parlementaires français, Edgar Bourloton, 1889-1891 [détail de l’édition]
- « Généalogie de la dynastie des Beauharnais »(Archive.org • Wikiwix • Archive.is • Google • Que faire ?) (consulté le 21 août 2014)